# Liste des musées du Cantal
La liste des musées du Cantal vise à inventorier les musées modestes et plus importants.

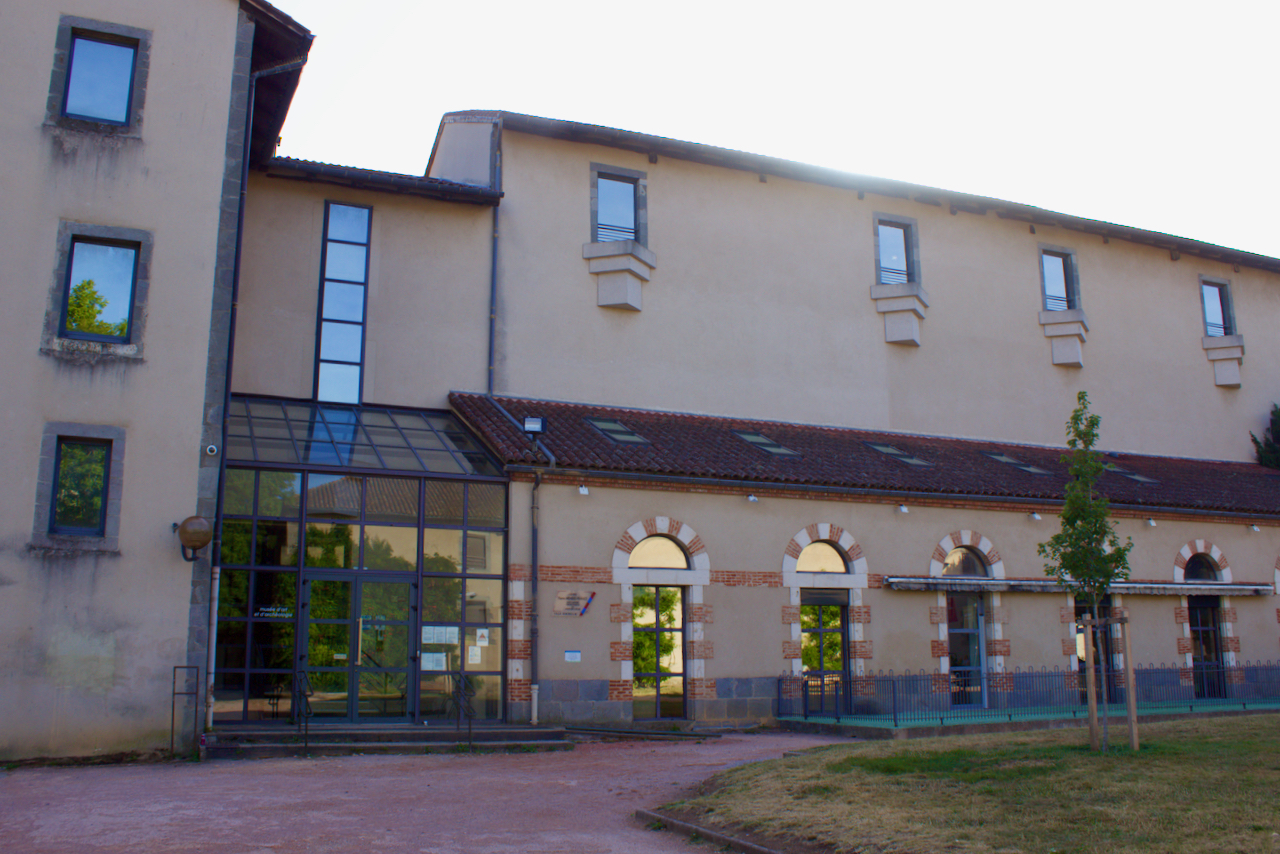
Musée d'art et d'archéologie d'Aurillac.

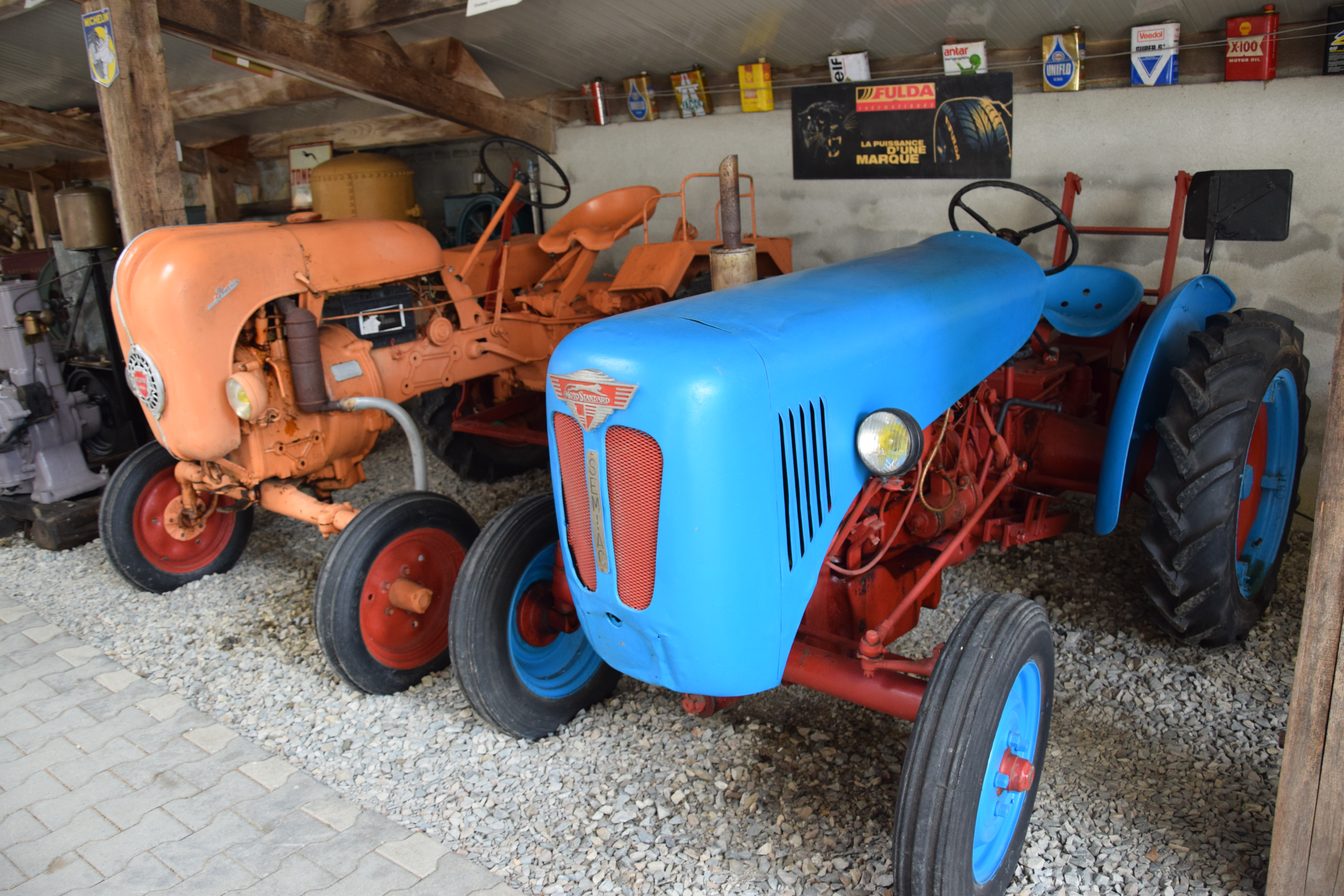
Musée du Veinazès de Lacapelle-del-Fraisse.

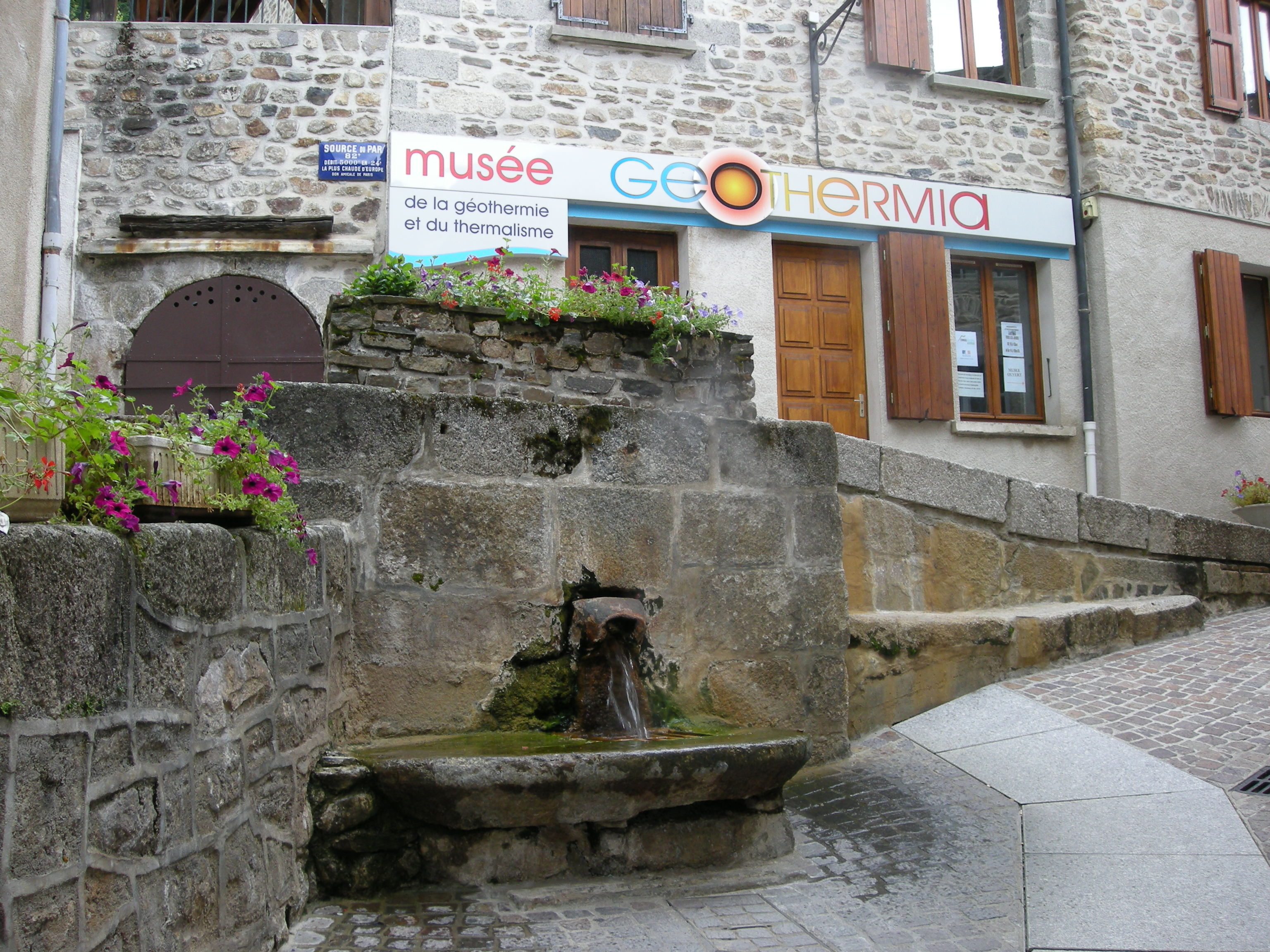
Musée Géothermia de Chaudes-Aigues.

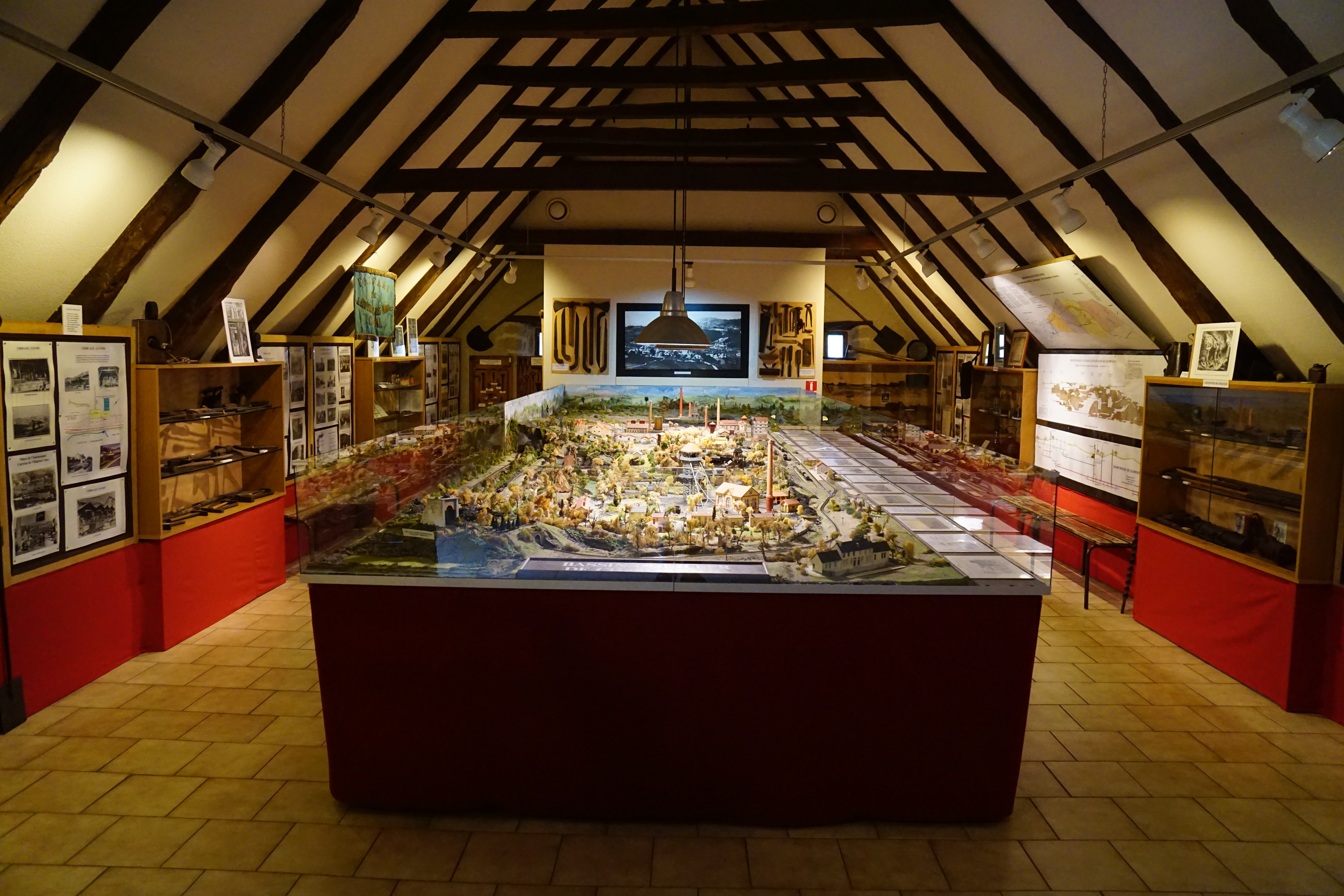
Musée de la mine de Champagnac.

## Lemusée d'art et d'archéologie d'Aurillac(musée de France)
- Archéologie nationale
- Beaux-arts
- Civilisations extra-européennes
- Photographie
- Ethnologie

## Lemuséum des volcans(musée de France)
Installé dans une aile du château Saint-Étienne à Aurillac, le muséum propose une découverte ludique et interactive du fonctionnement de la Terre et d’un phénomène indissociable de l’histoire du Cantal:
- Sciences de la nature : un parcours en quatre salles thématiques : "Une planète agitée, la Terre", "Le Cantal, une terre qui change", "Des volcans et des hommes" et le "Cantal, un volcan aménagé"
- Thèmes des collections Sciences de la nature : botanique, géologie.

## Écomusée de MargerideàRuynes-en-Margeride(musée de France)
- Ethnologie
- Sciences de la nature
- Histoire

## Musée d'Art et d'Histoire Alfred-Douët(musée de France)
Installé dans l'ancienne maison consulaire à Saint-Flour. Les œuvres, acquises pour la plupart à l'hôtel Drouot à Paris dans les années 1930, couvrent plusieurs millénaires depuis la préhistoire jusqu'à la première moitié du XXe siècle, et sont géographiquement issues de l'Europe entière (quelques pièces proviennent même d'Asie).
Les domaines les plus représentés sont les beaux-arts (peintures et sculptures) et les arts décoratifs (tapisseries, émaux, céramiques et verreries…) des XVIe et XVIIe siècles, en parfaite cohérence avec les bâtiments d'époque Renaissance. Mais d'autres secteurs sont présents (archéologie, numismatique, sigillographie...).
- Archéologie nationale
- Art religieux
- Arts décoratifs
- Émaux de Limoges
- Beaux-arts
- Collections militaires
- Histoire

## Musée de la Haute-Auvergneà Saint-Flour (musée de France)
Installé dans l'ancien palais abbatial à Saint-Flour
- Archéologie nationale
- Art religieux
- Arts du spectacle
- Beaux-Arts
- Photographie
- Ethnologie
- Histoire
- Musique
- Sciences de la nature
- Sciences et techniques
- Amis du Musée de la Haute-Auvergne

## Musée de Salers, maison dite des Templiers
Monument historique remarquable par ses cheminées monumentales et par son superbe couloir ogival, décoré de clefs de voûte énigmatiques et de figurines sculptées.
- Arts et traditions populaires
- Art religieux
- Mobilier classé de la pharmacie Raveyre
- Histoire des chevaliers de Rhodes et de Malte, à travers Israël de Mossier, ancien propriétaire de la maison qui abrite le musée
- Histoire de la vache salers et de son rénovateur Ernest Tyssandier d’Escous

## Musée de l'agriculture auvergnate deColtines
- Musée installé dans une belle ferme planézarde du XVIIe siècle.
- Présentation de la vie des hommes de Haute-Auvergne au début du XXe siècle.
- Muséographie audacieuse
- Visite guidée interactive, pédagogique et adaptée à tous les publics
- Films originaux en salle vidéo

## Autres musées
- Collections du Château de la Vigne, à Ally
- Musée de la Résistance, à Anterrieux
- Maison du Patrimoine Avena, à Antignac
- Espace photographique Albert Monier- La Sellerie, à Aurillac
- Maison des Rapaces, à Chalvignac
- Maison de Site, au Claux
- Musée Servaire, Musée de la Préhistoire et Espace Albert-Monier, à Condat
- Maison de Site et Maison de Maître de la Cheyrelle, à Dienne
- Ferme de Pierre Allègre et Ferme aux Fromages, à Loubaresse
- Ecomusée du Prat, à Labrousse
- Musée de l'Accordéon, à Laroquebrou
- Musée des Mineurs de la Châtaigneraie, à Leucamp
- Musée de l'Accordéon et des Instruments de musique populaire de Siran
- Musée municipal Élise-Rieuf, à Massiac école de femmes peintres au XXe siècle, plus de 200 toiles.
- Chaumière de Granier, à Thiézac (authentique hameau de Niervèze) (ex-"maisons du parc")
- Maison du buronnier, à Laveissière (ex-"maisons du parc")
- Maison du Site, à Mandailles-Saint-Julien
- Maison de la Foudre et de l'Orage, à Marcenat
- Conservatoire des traditions rurales, Musée des Arts et Métiers et Musée Municipal, à Mauriac
- Mémorial des Déportés et Centre d'interprétation historique Office de Tourisme, à Murat
- Village préhistorique de Bonnestrade
- Maison de la Nouvelle Sculpture, à Pleaux
- Centre de promotion de la truite Fario Moulin de Blaud, à Roffiac
- Maison du bâti, à Sansac-de-Marmiesse
- Ecole de Clémence Fontille, à Signalauze
- Maison de la Forêt de Miers, à Tourniac
- Musée de la mine de Champagnac
- Maison des eaux minérales, à Vic-sur-Cère
- Collections Servaire Château de Fargues, à Vitrac
- Exposition des Insectes du Monde-Acady et Trésor d'Art Sacré du Pays de Sumère à l'église Saint-Georges, à Ydes-Bourg
- Maison de la Pinatelle, à Chalinargues (ex-"maisons du parc")
- Maison de la paille et du grain, à Escorailles
- Musée du Veinazès, à Lacapelle-del-Fraisse
- Musée Un monde en peluche, à Ruynes-en-Margeride

## Fréquentations
- Musée d'art et d'archéologie d'Aurillac (34 100 visiteurs par an) ;
- Musée Géothermia de Chaudes-Aigues (20 600 visiteurs par an) ;
- Muséum des volcans d'Aurillac (20 100 visiteurs par an) ;
- Musée de la Haute-Auvergne à Saint-Flour (11 100 visiteurs par an) ;
- Musée[réf. nécessaire] la Maison de la Salers à Saint-Bonnet-de-Salers (10 000 visiteurs par an) ;
- Musée de l'agriculture auvergnate de Coltines (entre Saint-Flour et Murat) (9 000 visiteurs par an) ;
- Maison de la châtaigne (Mourjou) (5 200 visiteurs par an) ;
- Musée Georges-Pompidou à Montboudif (3 500 visiteurs par an) ;
- Musée de Salers, maison dite des Templiers (3 000 visiteurs par an).